# Nick Miller
Nick Miller (ur. 1 maja 1993 w Carlisle) – brytyjski lekkoatleta specjalizujący się w rzucie młotem, olimpijczyk z Rio de Janeiro (2016).
Dziewiąty zawodnik młodzieżowych mistrzostw Europy w Tampere (2013). W 2014 zdobył srebrny medal podczas igrzysk Wspólnoty Narodów w Glasgow. W 2015 został młodzieżowym mistrzem Europy. Dwa lata później został sklasyfikowany na 6. miejscu podczas mistrzostw świata w Londynie. W 2018 zdobył złoty medal igrzysk Wspólnoty Narodów, co powtórzył w 2022.
Złoty medalista mistrzostw Wielkiej Brytanii oraz reprezentant kraju na drużynowych mistrzostwach Europy. Stawał na podium mistrzostw NCAA.
Rekord życiowy: 80,26 (8 kwietnia 2018, Gold Coast) rekord Wielkiej Brytanii.

## Osiągnięcia
| Rok  | Impreza                                 | Miejsce        | Pozycja           | Wynik | Reprezentacja |
| ---- | --------------------------------------- | -------------- | ----------------- | ----- | ------------- |
| 2012 | Mistrzostwa świata juniorów             | Barcelona      | el. – 25. miejsce | 67,46 | GBR           |
| 2013 | Młodzieżowe mistrzostwa Europy          | Tampere        | 9. miejsce        | 66,64 | GBR           |
| 2014 | Superliga drużynowych mistrzostw Europy | Brunszwik      | 4. miejsce        | 73,56 | GBR           |
| 2014 | Igrzyska Wspólnoty Narodów              | Glasgow        | 2. miejsce        | 72,99 | ENG           |
| 2015 | Superliga drużynowych mistrzostw Europy | Czeboksary     | 2. miejsce        | 75,91 | GBR           |
| 2015 | Młodzieżowe mistrzostwa Europy          | Tallinn        | 1. miejsce        | 74,46 | GBR           |
| 2015 | Mistrzostwa świata                      | Pekin          | 11. miejsce       | 72,94 | GBR           |
| 2016 | Mistrzostwa Europy                      | Amsterdam      | el. – 25. miejsce | 67,76 | GBR           |
| 2016 | Igrzyska olimpijskie                    | Rio de Janeiro | el. – 22. miejsce | 70,83 | GBR           |
| 2017 | Superliga drużynowych mistrzostw Europy | Lille          | 3. miejsce        | 76,65 | GBR           |
| 2017 | Mistrzostwa świata                      | Londyn         | 6. miejsce        | 77,31 | GBR           |
| 2018 | Igrzyska Wspólnoty Narodów              | Gold Coast     | 1. miejsce        | 80,26 | ENG           |
| 2018 | Mistrzostwa Europy                      | Berlin         | 10. miejsce       | 73,16 | GBR           |
| 2019 | Superliga drużynowych mistrzostw Europy | Bydgoszcz      | 10. miejsce       | 66,20 | GBR           |
| 2019 | Mecz Europa – USA                       | Mińsk          | 3. miejsce        | 77,89 | EUR           |
| 2019 | Mistrzostwa świata                      | Doha           | 10. miejsce       | 75,31 | GBR           |
| 2021 | Igrzyska olimpijskie                    | Tokio          | 6. miejsce        | 78,15 | GBR           |
| 2022 | Mistrzostwa świata                      | Eugene         | 11. miejsce       | 73,74 | GBR           |
| 2022 | Igrzyska Wspólnoty Narodów              | Birmingham     | 1. miejsce        | 76,43 | ENG           |
| 2022 | Mistrzostwa Europy                      | Monachium      | 8. miejsce        | 77,29 | GBR           |